# Café International
Café International is een bordspel dat oorspronkelijk werd uitgebracht door het Duitse bedrijf Amigo. Het gezelschapsspel kan gespeeld worden met 2 tot 4 spelers. Auteur is Rudi Hoffmann. Het spel won in 1989 de Spiel des Jahres prijs.